# Orwell, Ohio
Orwell là một làng thuộc quận Ashtabula, tiểu bang Ohio, Hoa Kỳ. Năm 2010, dân số của làng này là 1660 người.

## Dân số
- Dân số năm 2000: 1519 người.
- Dân số năm 2010: 1660 người.